# OpenShot
OpenShot影片編輯器是自由且開放原始碼的影片剪輯軟體，支援FreeBSD、Linux、macOS與Windows。该專案在2008年8月由Jonathan Thomas发起，其目標是提供穩定、自由且易於使用的影片編輯器。
OpenShot的核心影片編輯功能是以C++函式庫實作，稱之為libopenshot。OpenShot使用Qt部件工具箱並提供Python API。

## 支援的視訊格式與編解碼器支援
OpenShot支援大部份FFmpeg所支援的編解碼器，如WebM（VP9）、AVCHD（libx264）、HEVC（libx265），以及音訊編解碼器如mp3（libmp3lame）與aac（libfaac）。這個程式也可以彩現可上傳至視訊網站的MPEG-4、ogv、BD、DVD影片與Full HD影片。

## 反響

### 批評
大約在2013年時，OpenShot被批评不够可靠。開發者回應表示，OpenShot不穩定來自於MLT函式庫與GTK時間軸。OpenShot 2系列則編寫了自己的函式庫來供視訊處理使用，移除對不穩定函式庫的依賴。開發者則指出這會讓新版的軟體更穩定。

### 評論
Bryan Lunduke在2017年3月31日於Network World上撰寫了一篇評論，其指出Openshot 2.3「新轉場工具與標題編輯器都有很滑順的效能。」Lunduke也提到其提供了獨立於Linux发行版的軟體打包方式，如AppImage等。

## 外部連結
- 官方网站
- YouTube上的一份簡易教學課程